# Lepricornis laridetta
Lepricornis laridetta är en fjärilsart som beskrevs av Dyar 1909. Lepricornis laridetta ingår i släktet Lepricornis och familjen Riodinidae. Inga underarter finns listade i Catalogue of Life.